# HD 21051
HD 21051，又名BD+12 473，SAO 93416、HR 1028，是一颗恒星，视星等为6.04，位于銀經170.87，銀緯-35.66，其B1900.0坐标为赤經3h 18m 39.9s，赤緯+12° -35.66′ 30″。